# Winter Springs
Winter Springs é uma cidade localizada no estado estadunidense da Flórida, no condado de Seminole. Foi incorporada em 1959.

## Geografia
De acordo com o United States Census Bureau, a cidade tem uma área de 38,3 km², onde 38 km² estão cobertos por terra e 0,3 km² por água.

### Localidades na vizinhança
O diagrama seguinte representa as localidades num raio de 16 km ao redor de Winter Springs.

## Demografia
Segundo o censo nacional de 2010, a sua população é de 33 282 habitantes e sua densidade populacional é de 875,9 hab/km². Possui 14 052 residências, que resulta em uma densidade de 369,8 residências/km².